# Helmut Kassner
Helmut Kassner (Dachau, 26 dicembre 1946) è un pilota motociclistico tedesco ritiratosi dall'attività agonistica.

## Carriera
Fratello minore di Horst Kassner che già aveva partecipato alle stesse competizioni alla fine degli anni cinquanta, in totale ha ottenuto piazzamenti validi per ottenere punti nella classifica mondiale in 15 GP (7 in Classe 500, 5 in Classe 350, 3 in Classe 250), partecipando ai motomondiali dal 1973 (in cui ha esordito nel Gran Premio motociclistico di Germania) al 1977.
Durante la sua carriera ha guidato moto Yamaha e Suzuki e la sua annata migliore fu il motomondiale 1974 in cui ottenne due vittorie e un secondo posto nello stesso gran premio di casa vincendo in 350 che in 250 e ottenendo la seconda posizione in 500; c'è da tenere però in considerazione il fatto che in tale edizione la corsa, svoltasi in condizioni atmosferiche pessime, fu boicottata da molti piloti che contestavano la sicurezza del circuito del Nürburgring e nella classifica finale (in 500 corsero solamente quattro piloti) non appaiono piloti in lizza per la vittoria nel motomondiale. A livello nazionale vinse quattro volte il campionato IDM tedesco classe 500 dal 1974 al 1977 e una volta la 350 nel 1975.

## Risultati nel motomondiale

### Classe 250
| 1973 | Classe | Moto   |   |   |     |    |   |   |   |   |   |   |   |   |  | Punti | Pos. |
| ---- | ------ | ------ | - | - | --- | -- | - | - | - | - | - | - | - | - |  | ----- | ---- |
| 1973 | 250    | Yamaha | - | - | Rit | NE | 8 | - | - | - | - | - | - | - |  | 3     | 35º  |

| 1974 | Classe | Moto   |    |   |    |   |    |    |   |   |   |    |   |   |  | Punti | Pos. |
| ---- | ------ | ------ | -- | - | -- | - | -- | -- | - | - | - | -- | - | - |  | ----- | ---- |
| 1974 | 250    | Yamaha | NE | 1 | NE | - | 12 | 18 | - | - | - | 20 | - | - |  | 15    | 12º  |

| 1975 | Classe | Moto   |   |   |    |   |   |   |   |   |   |   |   |   |  | Punti | Pos. |
| ---- | ------ | ------ | - | - | -- | - | - | - | - | - | - | - | - | - |  | ----- | ---- |
| 1975 | 250    | Yamaha | - | - | NE | - | - | 8 | - | - | - | - | - | - |  | 3     | 30º  |

| 1977 | Classe | Moto   |   |    |   |   |   |   |     |   |   |   |   |   |   | Punti | Pos. |
| ---- | ------ | ------ | - | -- | - | - | - | - | --- | - | - | - | - | - | - | ----- | ---- |
| 1977 | 250    | Yamaha | - | NE | - | - | - | - | Rit | - | - | - | - | - | - | 0     |      |

| Legenda | 1º posto        | 2º posto            | 3º posto            | A punti      | Senza punti        | Grassetto – Pole position Corsivo – Giro più veloce |
| Legenda | Gara non valida | Non qual./Non part. | Ritirato/Non class. | Squalificato | '-' Dato non disp. | Grassetto – Pole position Corsivo – Giro più veloce |

### Classe 350
| 1973 | Classe | Moto   |   |   |   |   |   |   |   |    |   |   |   |   |  | Punti | Pos. |
| ---- | ------ | ------ | - | - | - | - | - | - | - | -- | - | - | - | - |  | ----- | ---- |
| 1973 | 350    | Yamaha | - | - | 6 | - | 8 | - | - | NE | - | - | - | - |  | 8     | 25º  |

| 1974 | Classe | Moto   |   |   |    |     |   |   |    |   |   |    |   |   |  | Punti | Pos. |
| ---- | ------ | ------ | - | - | -- | --- | - | - | -- | - | - | -- | - | - |  | ----- | ---- |
| 1974 | 350    | Yamaha | - | 1 | 19 | Rit | - | - | NE | - | - | NE | - | - |  | 15    | 14º  |

| 1975 | Classe | Moto   |   |    |     |   |   |    |   |    |    |   |   |   |  | Punti | Pos. |
| ---- | ------ | ------ | - | -- | --- | - | - | -- | - | -- | -- | - | - | - |  | ----- | ---- |
| 1975 | 350    | Yamaha | - | 15 | Rit | - | - | 12 | - | NE | NE | - | - | - |  | 0     |      |

| 1977 | Classe | Moto   |   |    |    |   |   |    |    |    |    |   |   |     |   | Punti | Pos. |
| ---- | ------ | ------ | - | -- | -- | - | - | -- | -- | -- | -- | - | - | --- | - | ----- | ---- |
| 1977 | 350    | Yamaha | - | AN | 11 | - | - | 15 | 10 | 13 | NE | - | - | Rit | 8 | 4     | 30º  |

| Legenda | 1º posto        | 2º posto            | 3º posto            | A punti      | Senza punti        | Grassetto – Pole position Corsivo – Giro più veloce |
| Legenda | Gara non valida | Non qual./Non part. | Ritirato/Non class. | Squalificato | '-' Dato non disp. | Grassetto – Pole position Corsivo – Giro più veloce |

### Classe 500
| 1974 | Classe | Moto   |  |   |    |  |   |  |  |  |  |    |    |    |  | Punti | Pos. |
| ---- | ------ | ------ |  | - | -- |  | - |  |  |  |  | -- | -- | -- |  | ----- | ---- |
| 1974 | 500    | Yamaha |  | 2 | 12 |  | 6 |  |  |  |  | 20 | NE | NE |  | 17    | 12º  |

| 1975 | Classe | Moto   |    |    |    |    |  |   |    |     |  |  |     |    |  | Punti | Pos. |
| ---- | ------ | ------ | -- | -- | -- | -- |  | - | -- | --- |  |  | --- | -- |  | ----- | ---- |
| 1975 | 500    | Yamaha | 13 | NE | 13 | 13 |  | 9 | 11 | Rit |  |  | Rit | NE |  | 2     | 41º  |

| 1976 | Classe | Moto   |    |    |  |    |  |   |    |  |  |     |     |    |  | Punti | Pos. |
| ---- | ------ | ------ | -- | -- |  | -- |  | - | -- |  |  | --- | --- | -- |  | ----- | ---- |
| 1976 | 500    | Suzuki | 19 | 11 |  | NE |  | 9 | 10 |  |  | Rit | Rit | NE |  | 3     | 38º  |

| 1977 | Classe | Moto   |  |   |    |    |    |    |    |     |     |     |    |    |    | Punti | Pos. |
| ---- | ------ | ------ |  | - | -- | -- | -- | -- | -- | --- | --- | --- | -- | -- | -- | ----- | ---- |
| 1977 | 500    | Suzuki |  | 4 | 16 | NQ | NE | 17 | NE | Rit | Rit | Rit | NQ | 10 | 11 | 9     | 18º  |

| 1978 | Classe | Moto   |  |  |    |  |  |  |  |  |  |  |  |    |    | Punti | Pos. |
| ---- | ------ | ------ |  |  | -- |  |  |  |  |  |  |  |  | -- | -- | ----- | ---- |
| 1978 | 500    | Suzuki |  |  | 13 |  |  |  |  |  |  |  |  | NE | NE | 0     |      |

| Legenda | 1º posto        | 2º posto            | 3º posto            | A punti      | Senza punti        | Grassetto – Pole position Corsivo – Giro più veloce |
| Legenda | Gara non valida | Non qual./Non part. | Ritirato/Non class. | Squalificato | '-' Dato non disp. | Grassetto – Pole position Corsivo – Giro più veloce |